# Феодосія
Феодо́сія, або Теодо́сія, також Кєфє́ (крим. Kefe) або Ка́фа — місто в Україні, центр Феодосійського району Автономної Республіки Крим. Колишне місто республіканського підпорядкування. Розташоване в південно-східній частині Криму на березі Чорного моря на тимчасово окупованій території України.

## Невизнаний зв'язок з Росією
З моменту міжнародної невизнаної анексії Кримського півострова Росією у березні 2014 року Феодосія де-факто входить до складу Південного федерального округу РФ. Де-юре, згідно з адміністративно-територіальним поділом України, Феодосія входить до складу Автономної Республіки Крим, є адміністративним центром Феодосійської міської громади та Феодосійського району, яка є однією з окупованих Росією територій.

## Опис
Місто є важливим осередком тютюнової промисловості (Феодосійська тютюнова фабрика, заснована 1861 року); заводи: «Море», механічний, арматурний, «Буддеталь», соків; панчішна, мебльова, офсетна фабрики, комбінат будівельних матеріалів, харчова промисловість.
Політехнікум, Феодосійська національна картинна галерея (заснована 1880 року), історико-краєзнавчий музей.
Руїни Генуезької фортеці (рештки мурів та веж).
Приморський кліматичний курорт; лікувальні засоби — клімат, морські купання, грязь озеро Аджиголь, мінеральне сульфатно-хлоридно-натрієве джерело «Феодосія» (Паша-Тепе).

## Фізико-географічна характеристика

### Географічне положення і межі
Феодосія розташована на південному сході Криму на узбережжі Феодосійської затоки та на схилах відрогів хребта Тепе-Оба, який прикриває місто з південного заходу. Хребет, заввишки 302 м над рівнем моря, замикає собою Головну гряду Кримських гір, що простяглася вздовж узбережжя від мису Айя, поблизу Севастополя, до мису Святого Іллі у Феодосії, і обривається в море крутим глиняним уступом. За кілька останніх років обриси мису Святого Іллі значно змінилися через проведення на ньому приватного будівництва. Назва хребта перекладається з кримськотатарської мови відповідно до місця розташування: Тепе-Оба, дослівно — вершина гори, за змістом — кінець гір. Північною частиною міста протікає маловодна річка Байбуга, що впадає в море неподалік від залізничної станції Айвазовська.
Місто оточене територією міської громади та межує:
- на півночі й сході — з Берегівською селищною радою, на узбережжі межа пролягає між Золотим пляжем та селищем Береговим, далі, огинаючи мікрорайон «Ближні Комиші», йде за декілька кілометрів на північ від об'їзної дороги (Керченського шосе);
- на заході — з Насипновською сільською радою (адміністративний центр — село Насипне), межа пролягає з тильного боку Лисої гори та західним відрогом хребта Тепе-Оба;
- на півдні — з Орджонікідзевською селищною радою, межа пролягає в околицях колишнього заводу «Гідроприлад».

Обчислити точну площу міста Феодосії неможливо, оскільки статистичний облік ведеться на території Феодосійської міськради, в якій місто складає лише малу частку.

### Гідрографія
Велика Феодосійська затока (завширшки 13 км, завдовжки — 31 км) має власну кругову течію, яка постійно оновлює воду біля узбережжя. Біля входу глибина затоки становить 20 — 28 метрів, чого достатньо для приймання суховантажів і танкерів великої водотоннажності. Підхід до порту здійснюється фарватерами та рекомендованими шляхами, що містить прориті вже в самій бухті Феодосії глибоководні канали. Побудований у повоєнний час невеликий нафтовий причал в районі гирла річки Байбуги, до 1990-х років набув непридатного до експлуатації стану і був розібраний. Проєкт будівництва гігантського нафтопірсу був відкинутий ще в радянські часи з екологічних міркувань: наслідки будівництва пірса могли б призвести до зупинки рециркуляції вод затоки та припинення її природного самоочищення. Роботи з перевалки нафтопродуктів з морських танкерів здійснюються без підходу останніх безпосередньо берега. Сучасний рівень нафтоперевального обладнання дозволяє Феодосійській нафтобазі працювати без екологічного збитку для акваторії затоки.
Безпосередні околиці Феодосії вкрай бідні річками. Постійно існує лише в літній період річка Байбуга, що бере витік на захід від міста. Багато вулиць старої частини міста, радіально розташовані до затоки, спочатку були дрібними майже пересохлими річками й струмками, що значно наповнюються водою в період танення снігів на схилах гори Тепе-Оба, і в літні зливи. Пізніше всі ці річки були зміщені під вулиці міста, і тепер є зливовою каналізацією. Найзначніші з них: у районі та під сучасною вулицею Дзержинського тече річка, що впадає в затоку за захисним молом Феодосійського порту. Під частиною вулиці Рози Люксембург (Адміральським бульваром), від середньої школи № 1 в бік Вежі Костянтина і далі під набережною Десантників закритий фортечний рів з річкою, що протікає по ньому. Під сучасною вулицею Галерейною протікає річка, яка в позаминулому столітті відділяла місто, що знаходилось на південь, від сільськогосподарських передмість і дач. Невеликі тимчасові водотоки існують в районі мису Іллі..

### Орографія
Гірський хребет Тепе-Оба прикриває Феодосію з південного заходу, замикаючи собою Головне пасмо Кримських гір, що простягнулося вздовж Південного берега Криму. У бік моря хребет Тепе-Оба закінчується мисом Святого Іллі. Висота хребта Тепе-Оба над рівнем моря — 302 м. На північному заході міста розташована гора Лиса (або ж Паша-Тепе, «голова Паші»), на великій частині якої в шістдесятих роках минулого століття висаджені сосни. Сідловина між Тепе-Оба і Лисою являє собою вузький коридор, що дозволяє західним вітрам, що дмуть з боку гори Клементьєва (хребта Узун-Сирт), розігнатися до значних швидкостей. Через це явища район Челнокі (від назви головної вулиці Челнокова), загальновизнано вважається найбільш вітряним у Феодосії. Разом з тим, повітряні маси, піднімаючись по балках і балочках, якими порізана тильна західна частина Лисої гори, залишають там значно більше снігу, ніж в іншій частині міста, що знаходиться у вітровій тіні. У весняно-літній період вітрова тінь Лисої гори покриває собою всі північні квартали міста, і закінчується в районі Берегового — Приморського.

### Клімат

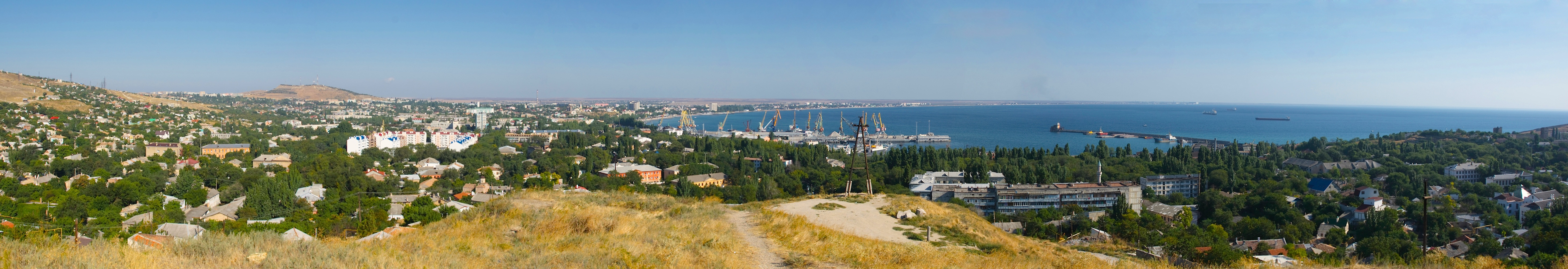
Панорама міста Феодосія з гори Тепе-Оба

Клімат Феодосії близький до клімату Сімферополя. Однак близькість Чорного моря наближає клімат до середземноморського, середня температура цілий рік позитивна. Тому клімат Феодосії — проміжний між степовим і субтропічним. Однак, на відміну від Ялти, у Феодосії можливі набагато нижчі температури.
Зима дуже м'яка, а літо спекотне і посушливе.
- Середньорічна температура повітря становить 11,9 °C, 
найнижча вона в січні (0,9 °C), найвища — в липні (23,4 °C)
- Найнижча середньомісячна температура повітря в січні (мінус 7,8 °C) зафіксована в 1950 році, найвища (7,9 °C) — в 1915 році.
- Найнижча середньомісячна температура в липні (20,7 °C) спостерігалась у 1912 році, найвища (27,4 °C) — в 1938 році.
- Абсолютний мінімум температури повітря (мінус 25,2 °C) зафіксовано 12 січня 1950 року −25 в січні 2006 року, абсолютний максимум (37,9 °C) — 2 липня 1938 року.
- У останні 100 років середньорічна температура повітря в Феодосії має тенденцію до підвищення. Протягом цього періоду вона підвищилася приблизно на 1,0 °C. Найбільше підвищення температури припало на період з січня по червень.
- В середньому за рік у Феодосії випадає 449 мм атмосферних опадів, найменше — в жовтні, найбільше — в серпні.
- Мінімальна річна кількість опадів (203 мм) спостерігалась у 1902 році, максимальна (698 мм) — в 1939 році.
- Максимальну добову кількість опадів (109 мм) зафіксовано 23 червня 1977 року.
- В середньому за рік у місті спостерігається 110 днів з опадами; найменше їх (6) в серпні, найбільше (14) — у грудні.
- Хмарність в місті порівняно невелика; найменша вона в серпні, найбільша — у грудні.

| Клімат Феодосії                         | Клімат Феодосії | Клімат Феодосії | Клімат Феодосії | Клімат Феодосії | Клімат Феодосії | Клімат Феодосії | Клімат Феодосії | Клімат Феодосії | Клімат Феодосії | Клімат Феодосії | Клімат Феодосії | Клімат Феодосії | Клімат Феодосії |
| Показник                                | Січ.            | Лют.            | Бер.            | Квіт.           | Трав.           | Черв.           | Лип.            | Серп.           | Вер.            | Жовт.           | Лист.           | Груд.           | Рік             |
| Абсолютний максимум, °C                 | 19,1            | 18,6            | 27,1            | 27,5            | 31,9            | 35,4            | 37,9            | 36,6            | 33,3            | 29,0            | 26,9            | 21,8            | 37,9            |
| Середній максимум, °C                   | 3               | 4               | 6               | 13              | 19              | 24              | 26              | 26              | 22              | 16              | 11              | 7               | 15              |
| Середня температура, °C                 | 0,9             | 1,4             | 4,4             | 10,6            | 16,1            | 20,8            | 23,4            | 22,8            | 18,4            | 12,4            | 7,8             | 4,1             | 11,9            |
| Середній мінімум, °C                    | −1              | 0               | 2               | 8               | 13              | 18              | 20              | 20              | 16              | 10              | 5               | −2              | 9               |
| Абсолютний мінімум, °C                  | −25             | −25,1           | −14             | −5,5            | 1,1             | 5,0             | 9,1             | 9,4             | 1,4             | −11,2           | −14,9           | −18,6           | −25             |
| Норма опадів, мм                        | 37              | 35              | 32              | 34              | 36              | 44              | 35              | 51              | 38              | 25              | 34              | 48              | 449             |
| --------------------------------------- | --------------- | --------------- | --------------- | --------------- | --------------- | --------------- | --------------- | --------------- | --------------- | --------------- | --------------- | --------------- | --------------- |
| Джерело: Meteoprog.ua Thermo Karelia.Ru |                 |                 |                 |                 |                 |                 |                 |                 |                 |                 |                 |                 |                 |

З півночі та сходу Феодосія відкрита для холодних, сильних вітрів, характерних для зимового періоду. Однак, навіть у найхолоднішому місяці року — лютому — середня температура повітря часто буває вище нуля. Число годин сонячного сяйва становить 2265 на рік, що більше, ніж в Ялті. Температура морської води влітку в середньому +19,8 °C, а в липні — серпні до +21,1 °C. Купальний сезон триває 114 днів на рік, з травня по жовтень.

## Історія

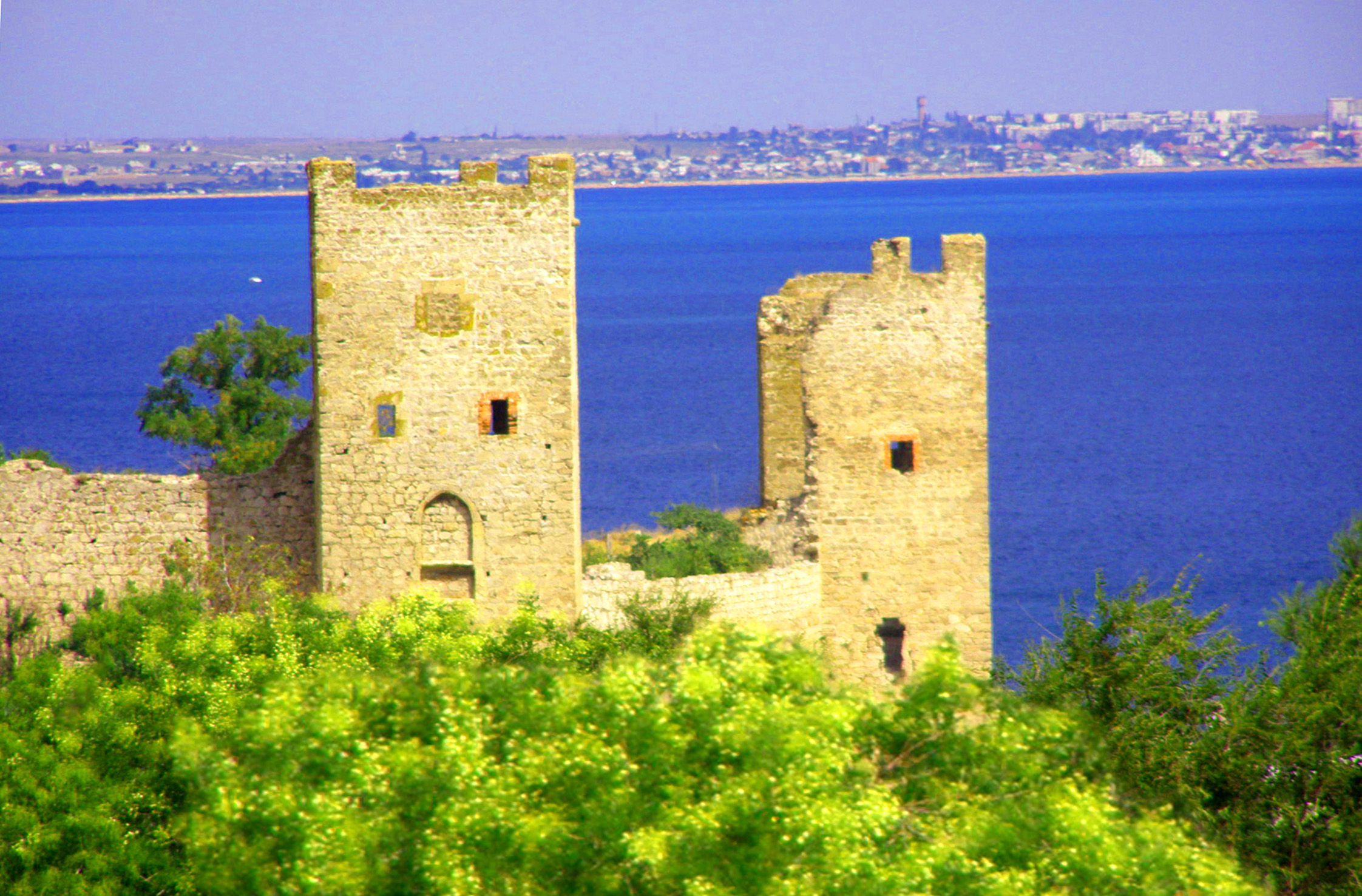
Генуезька фортеця

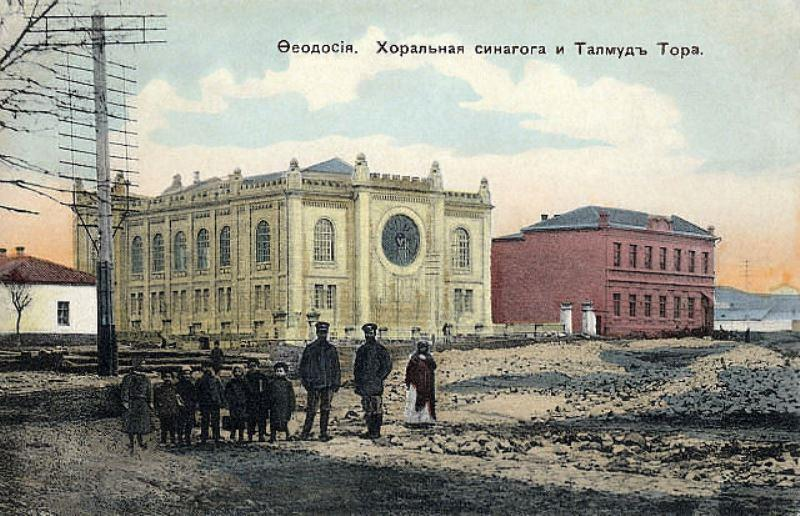
Хоральна синагога (нині — Будинок офiцерiв)

Основні віхи в історії міста:
- 6 століття до н. е. — заснування міста Теодосія («Богом дана») вихідцями з грецького міста Мілет (Мала Азія);
- 355 рік до н. е. — війська боспорського царя Левкона I опанували місто; його було включено до складу Боспорського царства;
- 3 століття — перша згадка нового імені міста — Кафа;
- 370 рік — місто розграбували й зруйнували гуни;
- 1234 рік — поява в Кафі генуезьких купців
- 1266 рік — генуезці виторгували у монгольського намісника Уран-Тимура руїни Кафи для заснування свого поселення;
- 1289 рік — в Кафі з'являється призначений з Генуї консул;
- 1299 рік — Кафа спалена Ногаєм;
- 1308 рік — на вимогу хана генуезці залишили Кафу;
- 1313 рік — з дозволу хана генуезці повернулися до міста, Кафа отримала регулярне планування з поділом на власне місто («чітта»), цитадель та передмістя («борго»)[5];
- 1340 рік — Кафу відвідав Ібн Баттута, який нарахував в її гавані дві сотні кораблів[6];
- 1345—1347 роки — облога Кафи ханом Джанібеком, спалах епідемії чуми;
- 1434 рік — поразка генуезців під Карагозом, визнання протекторату кримського хана над містом;
- 1475 рік — османи опанували місто, почався османський період його історії. У цей час у Кафі діяв один із найбільших невільничих ринків. Щороку тисячі чоловіків, жінок і дітей вивозили кораблями в усі куточки тогочасного мусульманського світу. Через Кафу проходили шляхи більшості невільницьких караванів, власниками яких були як піддані Кримського ханства (татари, османи, греки, вірмени, італійці), так і навіть деякі руські князі та козаки..
- 1568 рік — засновано османський еялет Кефе з центром у місті Кафа;
- 1616 рік — Запорожці на «чайках» під проводом гетьмана Петра Сагайдачного знищили османський флот і захопили Кафу;
- 20 липня 1771 року — під час російсько-турецької війни 1768—1774 років Кафу захопили запорозькі козаки полковника Опанаса Ковпака. Почався російський період історії міста;
- 1787 рік — за наказом Катерини II місто перейменовано на Феодосію у межах «Грецького проєкту» (за часів імператора Павла I воно знову стало Кафою, і лише за Олександра I знову Феодосією).
- У 1918—1921 роках місто потерпало від червоного терору, в ході якого більшовицькими силами у місті було розстріляно близько 8 тисяч осіб. Радянська влада у місті була встановлена остаточно у 1920 році
- У листопаді 1941 року, в ході Другої світової війни, місто було тимчасово окуповане німецькими військами. У квітні 1944 року звільнено радянською армією.
- З 1954 року — у складі Кримської області була передана Українській РСР. У 1970-х роках місто отримало статус курорту.
- 24 серпня 1991 року — місто увійшло до складу незалежної України.
- У березні 2014 року — тимчасово окуповано російськими військами, 18 березня разом з іншими землями Кримського півострову анексовано РФ.

## Населення

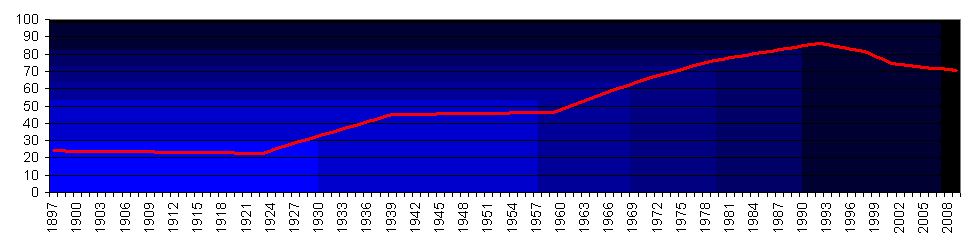
Чисельність населення Феодосії 1897—2009

Антична Феодосія була другим за значенням містом європейської частини Боспорської держави з населенням 6-8 тисяч осіб. Не постраждавши від нашестя гунів, що спустошило береги Керченської протоки, Феодосія, проте повільно приходила в занепад, що завершився низкою пожеж і руйнувань, що датуються другою чвертю VI століття. Чернець Єпіфаній, який у IX столітті пройшов шлях апостола Андрія Первозванного, зауважив: «А Феодосія нині не має навіть сліду людського».
У XIII столітті на місці античної Феодосії виникає генуезька колонія Кафа; до другої половини XV століття населення міста досягло 70 тисяч осіб, перевершив за цим показником Константинополь та багато інших європейських столиць. Зростання населення тривало в османський період, префект міста Дортеллі в 1634 році описував Кафу як величезне місто (5 миль по периметру) з населенням 180 тисяч осіб, що складається з турків, греків, вірмен та євреїв. Неспокійне XVIII століття ознаменувало занепад середньовічної Кафи: у 1802 році кількість жителів становило трохи понад 300 осіб.
У 1810 році «місто Феодосія було населене за малого числа руських людей, греками, вірменами, євреями». До середини XIX століття Феодосія відновлюється і розвивається, чому насамперед сприяли порт і торгівля. До 1859 року в місті був вже 971 будинок з 8215 жителями. Місто зберігає свій багатонаціональний і багатоконфесійний вигляд, про що свідчить система вибору міських голів, за якою на один трирічний строк обирається представник християнської громади, на наступний — представник від мусульман або караїмів.
Наприкінці XIX — початку XX століття у зв'язку з будівництвом залізниці, торгового порту і розвитком промисловості різко збільшилося населенням. Місто все більше приваблювало столичних гостей, багато хто жив у Феодосії не тільки влітку, винаймали житло, будували дачі.. До кінця XIX століття у Феодосії налічувалося понад 30 тисяч жителів. Поступальний розвиток перервала Громадянська війна, в результаті якої населення міста зменшилося, а промисловість була практично знищена: якщо у 1914 році на 22 підприємствах Феодосійського повіту працювали 1600 робітників, то у травні 1923 року (через 2,5 роки після закінчення війни) — працювало лише чотири підприємства з 66 робітниками.
У міжвоєнний період населення міста зростало, склавши у 1939 році 45 тисяч осіб. Під час німецько-радянської війни була зруйнована вся курортна і значна частина історичної частини міста. «За час окупації з 3 листопада 1941 по 13 квітня 1944 роки було розстріляно і закатовано мирних громадян міста і радянських військовополонених 8300 осіб і угнано в рабство 3000 осіб. …цілі жилі квартали міста в приморській частині, особливо густо заселені до війни були повністю зруйновані, там не залишалося жодного жителя, не говорячи вже про документи (домові книги тощо), які також були знищені». Це, а також «примусове переселення мирних громадян з однієї частини міста та насильницька евакуація мирного населення з міста, що була виконана восени 1943 року окупантами», вкрай ускладнило роботу Комісії зі з'ясування злодіянь німецько-фашистських загарбників, у зв'язку з чим остаточні цифри втрат населення міста, можливо, мають бути скоректовані в сторону збільшення.
У післявоєнний період населення Феодосії збільшувалася слідом за потребами військових об'єктів і промисловості. У 1970-х роках виникли проблеми з працевлаштуванням, тому голови міськвиконкому домагалися будівництва нових підприємств і розширення наявних. Понад дві тисячі робочих місць було створено на початку 1970-х років, коли спільно з Міністерством оборони побудований оптичний завод. У наступні роки стала відчуватися нестача кваліфікованої робочої сили: службові автобуси возили працівників зі Старого Криму і Батального.
На початку 1990-х років населення міста збільшується в основному внаслідок повернення кримських татар з місць спецпоселень. Наприкінці XX — початку XXI століть населення міста поступово зменшується, у зв'язку з видаленням основного джерела приросту — міграції.
Населення міста Феодосія (без населених пунктів, підпорядкованих міської раді), тис. осіб
| 1897-01-28 | 15.03.1923 | 17.12.1926 | 17.01.1939 | 15.01.1959 | 15.01.1970 | 17.01.1979 | 12.01.1989 | 1992 | 1998 | 05.12.2001 |
| ---------- | ---------- | ---------- | ---------- | ---------- | ---------- | ---------- | ---------- | ---- | ---- | ---------- |
| 24,096     | 22,663     | 27,347     | 45,032     | 46,327     | 64,938     | 76,402     | 83,912     | 86,4 | 80,9 | 74,669     |

-"- за даними поточного обліку
| 2003   | 2004   | 2005   | 2006   | 2007   | 2008   | 2009   |
| ------ | ------ | ------ | ------ | ------ | ------ | ------ |
| 73,626 | 72,926 | 72,412 | 71,725 | 71,535 | 71,214 | 71,073 |

Росіяни становлять більшість населення Феодосії. За даними перепису населення 2001 року в населенні району були присутні наступні етнічні групи:
- росіяни — 78536 — 72,2 %
- українці — 20416 — 18,8 %
- кримські татари — 5055 — 4,6 %
- білоруси — 1949 — 1,8 %
- вірмени — 557 — 0,5 %
- татари — 236 — 0,2 %
- євреї — 223 — 0,2 %
- молдовани — 184 — 0,2 %
- азербайджанці — 167 — 0,2 %
- поляки — 148 — 0,1 %
- грузини — 145 — 0,1 %
- німці — 117 — 0,1 %
- греки — 109 — 0,1 %[24].

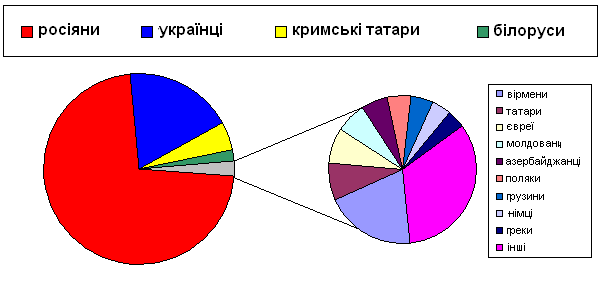
Національний склад населення Феодосії

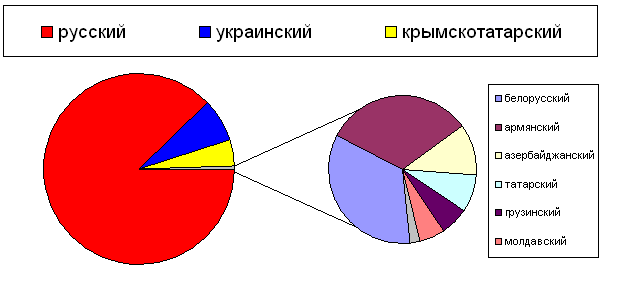
Розподіл населення Феодосії за рідною мовою

Згідно з даними Організації єврейських громад Україні у 1989 році в Феодосії проживало 193 євреї (0,2 %).
Мовний склад населення міськради відрізняється однорідністю, за даними Головного управління статистики в Автономній Республіці Крим феодосійці назвали рідною:
- російська мова — 87,4 % (94,2 тис. осіб)
- українська мова — 7,4 % (8,0 тис. осіб)
- кримськотатарська мова — 4,2 % (4,6 тис. осіб)
- білоруська мова — 0,3 % (0,3 тис. осіб)
- вірменська мова — 0,3 % (0,3 тис. осіб)

Для Феодосії вкрай актуальна проблема старіння населення. Проблема виникла у зв'язку з тим, що колись феодосійські оборонні НДІ були філіями загальносоюзних наукових об'єднань, багато працівників яких прагнули в передпенсійному віці перевестися до Феодосії та залишитися жити в південному, тоді ще напівзакритому місті після виходу на пенсію.
Між загальними переписами населення 1989 та 2001 років населення територій, що підпорядковані Феодосійській міській раді, скоротилась на 8 % з 117,8 тисячі до 108,6 тисячі осіб; населення власне міста Феодосія скоротилось на 11 % (з 83,9 до 74,7 тисячі осіб). Склад населення за статтю за даними двох останніх переписів є стабільним: жінки становлять 54 % населення міської ради, чоловіки — 46 %; що на 2001 рік відповідало 58,9 тисячі жінок і 49,7 тисячі чоловіків.
Населення міста Феодосії становить 76,1 % міського населення території Феодосійської міської ради; (для довідки: міське населення міської ради Феодосії — 98,1 тис. осіб, сільське 10,5 тис. осіб; що у 2001 році становило відповідно 90 % і 10 %, у порівнянні з 1989 роком частка сільського населення зросла з 7 до 10 %).

## Економіка

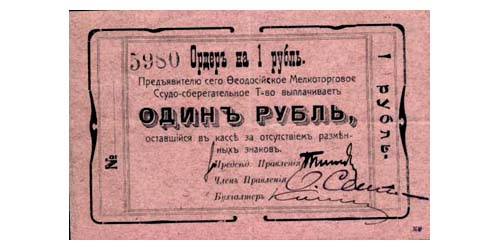
Феодосійський рубль 1918 року

Основа сучасної економіки Феодосії — курортна галузь і морський транспорт. Феодосія — кліматобальнеологічний курорт. Тут є пляжі, мінеральні джерела, грязьові лікарні, відомі санаторії та будинки відпочинку. Крім туризму і транспорту, економіка ґрунтується на виноробній, харчовій, легкій промисловості, машинобудуванні, сільському господарстві та рибальстві. У 2009 році в промисловості було зайнято 2500 осіб. У місті функціонують тютюнова, панчішна, меблева та офсетна фабрики, заводи: механічний, казенний оптичний, судномеханічний, «Буддеталь», соковий, винний; комбінат будматеріалів.

### Курортні заклади

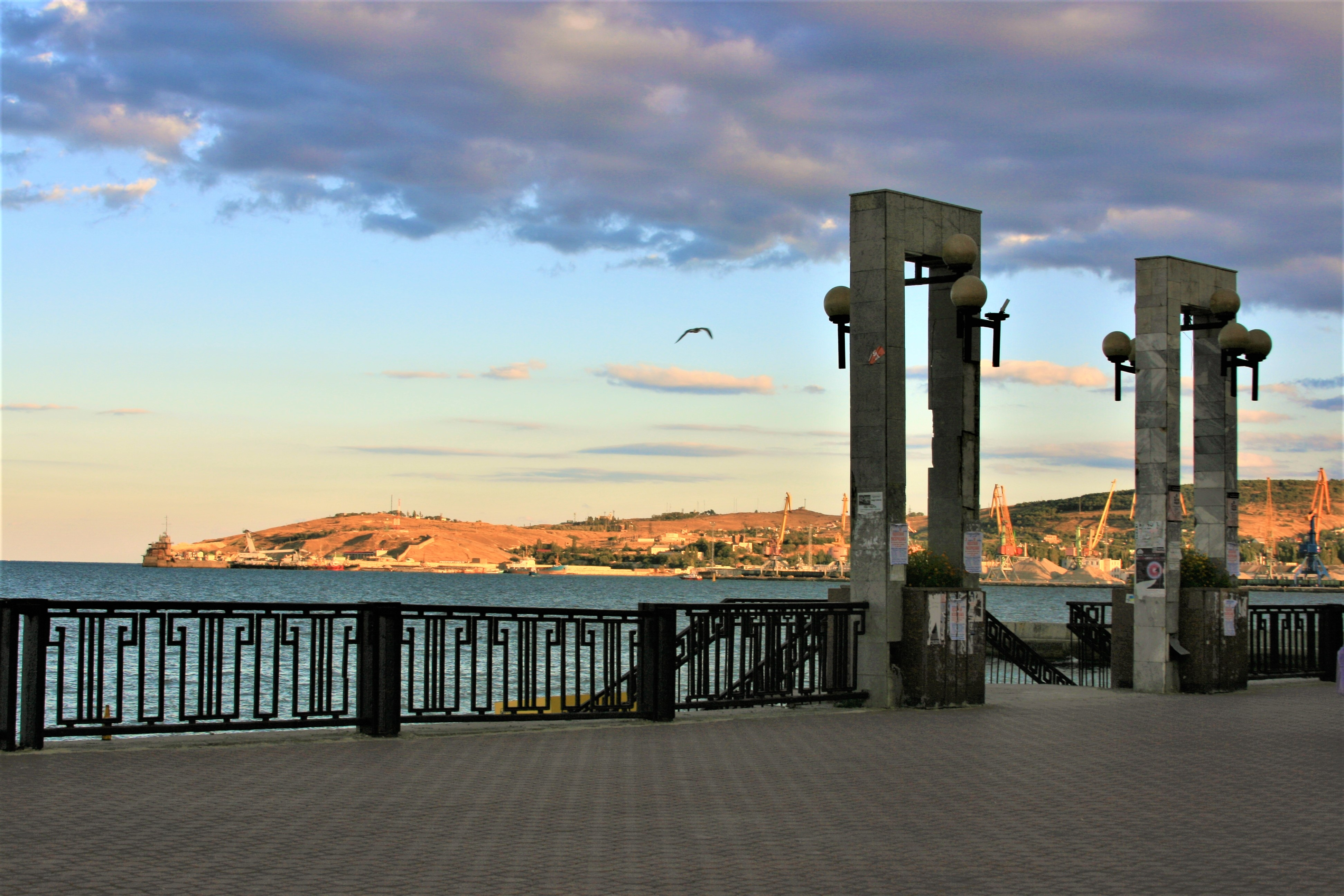
Набережна у Феодосії

Найбільшими санаторно-курортними установами міста є:
- Дитячий санаторій «Хвиля» міністерства охорони здоров'я Україна
- АТЗТ «Санаторій „Схід“» — санаторій, якому належать вілли на проспекті Айвазовського
- Феодосійський військовий клінічний санаторій Міністерства оборони України
- «України» — пансіонат Маріупольського металургійного комбінату ім. Ілліча і компанії Гідрострой

- «Феодосія» — пансіонат Придніпровської залізниці
- «України 1» — приватний пансіонат[34]

### Торгівля
Основна частка торгівлі харчовими продуктами та господарськими товарами припадає на невеликі магазини, продукції рослинництва — на постійні (Кримський і Центральний) і тимчасові ринки. Супермаркети «АТБ» розташований на вулиці Кримській і в районі центрального ринку, місцеві торговельні мережі представлені хлібними магазинами «Булкін» і магазинами Макеєва «Гірський», «Річковий» і «Центральний». Торгівля одягом переважно перейшла до магазинів, проте речові ринки існують на бульварі Старшинова (навпроти Кримського ринку) і на Ринковій площі (старий критий ринок і ринок «Гостинний двір»). Серед продавців побутової техніки представлені мережі «Фокстрот» (магазини на вул. Кримської та Базарної) і «Ельдорадо». Торгівля будівельними матеріалами побутового призначення ведеться в багатьох магазинах, розташованих переважно в новій північній частині міста. Торгівля арматурою та іншими великими товарами здійснюється на складах і ринку, розташованих на об'їзній дорозі — Керченському шосе. На вулиці Володарського розташований торговий салон мотоциклів. У фармакологічній сфері упевнені позиції займає мережа державних аптек.

### Громадське харчування
У літній час у Феодосії працює величезна кількість кафе та літніх ресторанів, розрахованих на відпочивальників, які не бажають обтяжувати себе приготуванням їжі в орендованих квартирах або зовсім не мають такої можливості в орендованих номерах і кімнатах. Цілий рік працюють ресторани чотиризіркового готелю «Червоні вітрила» і тризірковому «Лідії», ресторан «Дача Стамболі», розташований в однойменній історичній віллі, піцерії «Піццеманія», «Бістро» і «Гринвіч» і ряд інших закладів, розташованих в капітальних будівлях.

## Транспорт
Феодосія — сучасний транспортний вузол, де сходяться автомобільні, залізничні й морські шляхи. Він розташований за 113 км від адміністративного центру (автошлях Р23). За 30 кілометрів від міста розташований аеродром, здатний приймати літаки всіх типів. Підприємства транспорту і зв'язку представлені морським торговельним портом Феодосії та підприємством по забезпеченню нафтопродуктами, які надають послуги з перевалювання сухих і нафтоналивних вантажів; відділенням Придніпровської залізниці та міжміською автостанцією, що забезпечують зв'язок Феодосії з містами України й Росії.

## Планування та архітектура

### Планування території

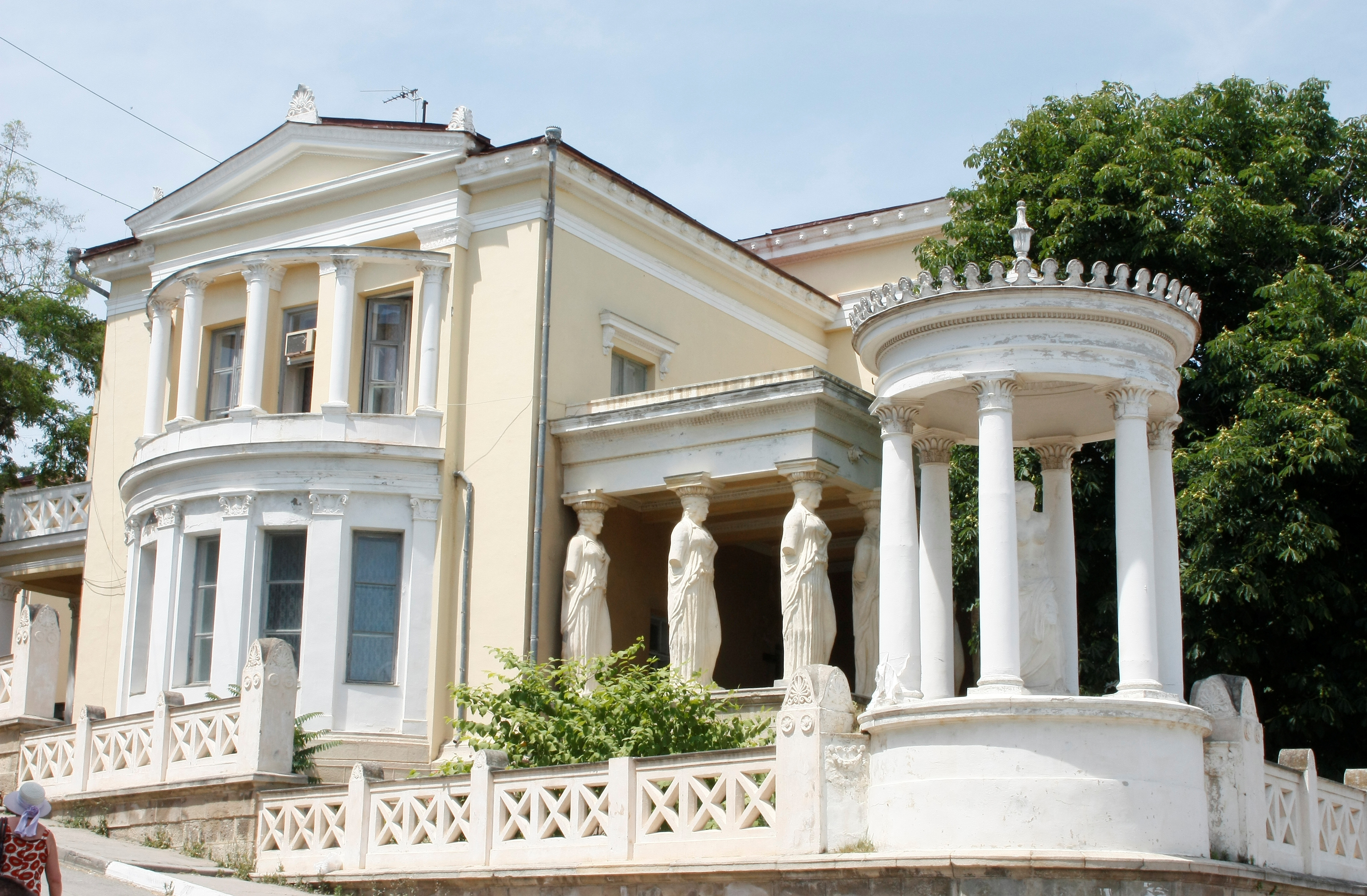
Феодосія. Колишня дача «Мілос»

Феодосія пов'язана з іншими населеними пунктами чотирма автодорогами (Сімферополь-Судак, Владиславівка-Джанкой, Керч і Орджонікідзе), в межах міста вони відповідають декільком найважливішим транспортним артеріям:
- Сімферопольське шосе — вулиця Руська (колишня Свердлова)
- Вулиця Володарського — вулиця Кримська
- Вулиця Федько — вулиця Карла Маркса
- Вулиця Челнокова — вулиця Перемоги
- Вулиця Гарнаєва — вулиця Генерала Горбачова

які зрештою сходяться до площі «Білої акації». Вулиці центральної частини міста (Горького, Нахімова, Галерейна, Українська (кол. Войкова), Радянська, Куйбишева) приймають все зростальний потік автомобілів відносно рівномірно, тому виділити серед них ключові не представляється можливим. Найважливішими пішохідними зонами є проспект Айвазовського, феодосійська набережна, набережна Десантників, вулиця Земська, Адміральський бульвар, вулиця Горького, невелика ділянка вулиць Руської та Галерейної та бульвар Старшинова.

### Площі
Жодна з феодосійських площ не має власного статусу, і з усім тим їх назви використовуються в роботі органів місцевого самоврядування та пресі.
- Привокзальна площа — площа біля Феодосійського вокзалу, адміністративно входить до складу проспекту Айвазовського, є основним місцем проведення загальноміських заходів (параду і святкового мітингу на День Перемоги, щорічного концерту, присвяченого Дню міста, новорічних гулянь, саме тут встановлюється головна міська ялинка). На площі розташована історична будівля готелю «Асторія», міська дошка пошани та пам'ятник Леніну.
- Площа біля кінотеатру «Крим» (іменована так і в офіційних зверненнях міськвиконкому) є повністю пішохідною, в'їзд автотранспорту з боку вулиці Кірова перегороджений масивними квітковими клумбами. На цій площі вулиця Горького переходить в проспект Айвазовського, основні будівлі — кінотеатр Крим, побудований на місці зруйнованої під час Німецько-радянської війни Феодосійської чоловічої гімназії, і будівля Дитячої музичної школи № 1, що раніше належали міському комітету КПРС. На парадних сходах кінотеатру Крим проводиться святковий концерт, присвячений Дню Перемоги, частина заходів Дня міста, решту літа центр площі являє собою дитячий автодром. До площі виходять два парки — меморіальний парк Перемоги та парк вежі св. Костянтина (він же центральний парк культури та відпочинку)
- Ринкова площа, яка є вузлом практично всіх автобусних маршрутів міста (крім № 13), являє собою жваву автостанцію. З морської сторони до неї примикає критий ринок, з південної — територія Феодосійського РЕМ (району енергетичних мереж — територіального підрозділу компанії «Крименерго»), із західного — старе Феодосійське кладовище з каплицею вхідний і храмом Всіх Святих, з півночі площа широко відкривається вулиці Радянській, а на схід (у бік моря) йде вулиця Назукіна.
- Площа «Білої акації» є горловиною зв'язків між центром і північними районами міста. Вулиця Руська (на площі «Білого басейну», що переходить в Сімферопольське шосе), з'єднуючись з вулицею Карла Маркса, упирається у власне пішохідне продовження — єдиний шлях іде на захід у вигляді вузької вулиці Перемоги. Домінує на площі будівлю колишньої фабрики «Біла Акація», нині переобладнане під офіси, на першому поверсі розташована найбільша в місті кондитерська. В історичній будівлі — № 17 по вулиці Руській, прихованому серед дерев, розташована середня школа № 3. З морської сторони до площі виходить Червона гірка, схил якої традиційно прикрашають квітковими композиціями.
- Майдан Пушки — хрестоподібна площа, на якій до Сімферопольського шосе примикає вулиця Кримська, лінію якої після примикання умовно продовжує вулиця Володарського. На площі розташована червона будівля Феодосійського політехнікуму, два сквери — сквер Гармати, названий так через зенітного знаряддя, довгі роки служив пам'ятником феодосійському десанту на честь 40-річчя визволення Феодосії, але демонтованому у 2006 році, і безіменний трикутний сквер між Сімферопольським шосе і вулицею Кримською.
- Площа автовокзалу — велика площа, на якій виділяється Церква святої Катерини, що височіє островом між площею і вулицею Федько.

|                                                        |  |                  |  |                                                                 |
| Привокзальна площа (будівля — вокзал станції Феодосія) |  | Кінотеатр «Крим» |  | Площа автовокзалу (на дальньому плані — церква святої Катерини) |

### Вулиці
|  |  | В 1998—2008 роках деяким вулицям Феодосії були повернуті історичні назви (Земська, Адміральський бульвар — колишні Карла Лібкнехта і Рози Люксембург відповідно), іншим дані нові, більш пов'язані з історією міста (проспект Айвазовського, вулиця Богаєвського). Звивисті й круті вулиці історичної частини міста, розташованої на відрогах хребта Тепе-Оба, місцями ще нагадують старий її вигляд. Новий центр, відбудований у повоєнний час на колишній околиці Феодосії XIX століття, має прямокутне планування, порушується лише Пейзажною гіркою. Центральні вулиці Феодосії неширокі, основне дерево в цій частині міста — акація. У нових районах, відбудованих в 1970-1980-ті роки, широкі магістральні вулиці супроводжуються рядами тополь і каштанів. Густі зелені смуги, що йдуть по непарному боку Сімферопольського шосе і по парному боку вулиці Кримській, є справжніми скверами з різноманітним складом дендрофлори. |

### Парки і сквери

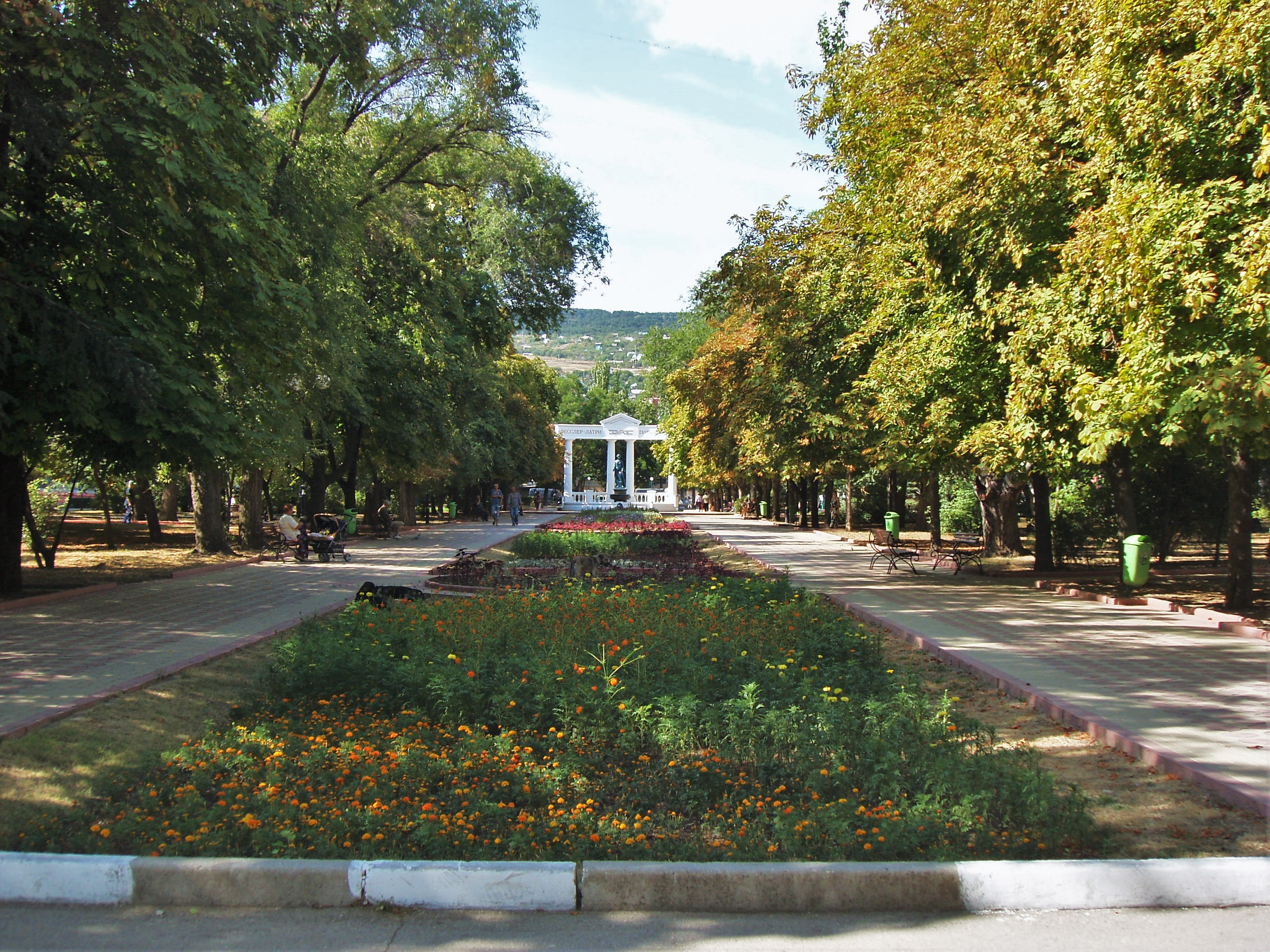
Ювілейний парк з фонтаном Доброму генію

- Ювілейний парк розташований по обидві сторони від пішохідної частини вулиці Горького. У парку розташовані генуезька башта св. Костянтина, міська дошка пошани, фонтан Айвазовського, присвячений дару презентованого їм Феодосії — субашських воді, вічний вогонь і меморіальний комплекс героїв Великої Вітчизняної війни, фонтан Доброму Генію, у формі класичної алегорії зображає жінку І. К. Айвазовського.
- Морсад або Матроський сад — один з найстаріших міських парків, розташований на місці невільничого ринку османських часів.
- Алея героїв — платанова алея по вулиці Горького. Середня частина вулиці Горького, піднята на півтораметрове піднесення, є меморіальним комплексом «Алея героїв» з портретами феодосійців — героїв Кримської (1854—1856 рр.) і Другої світової воєн.
- Комсомольський парк — парк в північній частині міста, найбільший з усіх. У ньому розташоване дитяче містечко, що імітує руїни древнього поселення з каменем, оповідають про історію міста та меморіальний комплекс зі стелою, присвячені військовим частинам — учасникам боїв за Феодосію.
- Сквер Пушкіна — невеликий сквер між вулицею Земської та проспектом Айвазовського, в якому розташований пам'ятник О. С. Пушкіну, який колись відвідав Феодосію.
- Парк санаторію міністерства оборони — великий парк, розташований на закритій від очей перехожих території санаторію, також пов'язаний з ім'ям російського поета-класика — тут розташовувався будинок Броневського, в якому зупинявся на ніч, що прямує в Гурзуф Пушкін. Серед гілок дерев прихований Пушкінський грот.

### Архітектура

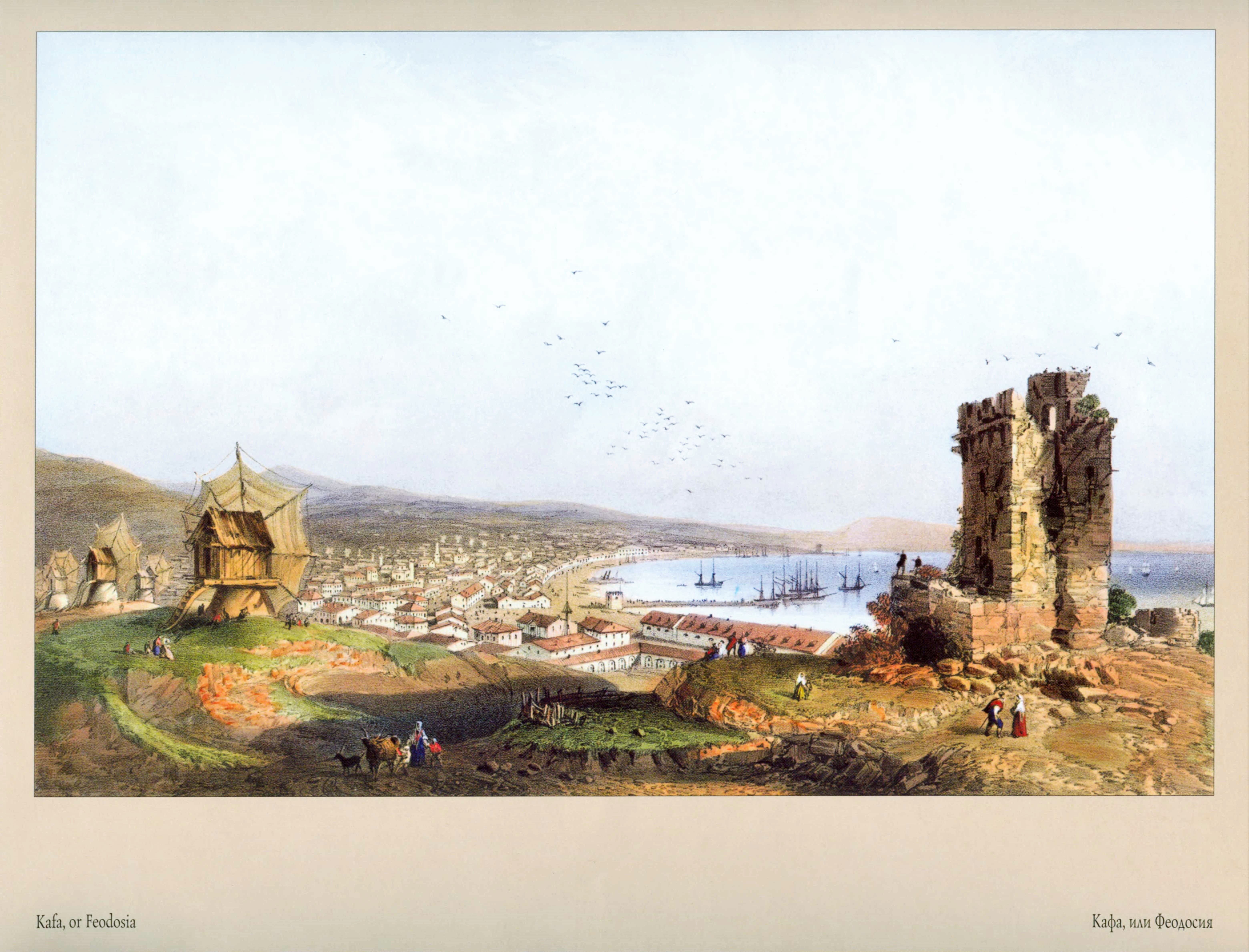
Карло Боссолі. «Феодосія», 1856

Феодосія, як і інші античні міста (Ольвія, Пантікапей, Тіра, Херсонес), у скіфські часи (VI—III століття до н. е.) мала регулярне планування з розподілом на прямокутні квартали. Феодосія, яка живе своє 26-е століття, змогла зберегти не так багато старовинних будівель — величезний збиток, нанесений війною, не заповнений досі. Навіть через сімдесят років на кладці генуезьких веж можна розрізнити сліди війни. Вежі й стіни фортеці, в'їзні ворота цитаделі та міст — пам'ятники архітектури XIV—XV століть, спадщина генуезького періоду історії міста. Історичні вірменські та грецькі церкви датуються тим же часом. До османського періоду відноситься барбакан у вежі святого Костянтина, мечеть і турецькі лазні.
Періодом істинного розквіту міста стала остання чверть XIX — перші 15 років XX століття. З появою можливості приїзду в місто за допомогою залізничного транспорту та пасажирських суден Феодосію починають відвідувати представники найбагатших торгових родин Російській імперії, цвіт її інтелігенції. До цього періоду відносяться будівлі Картинної галереї Айвазовського (комплекс, що складається з первісної прижиттєвої галереї, будинки художника і його сестри), вілл проспекту Айвазовського, будівлі краєзнавчого музею, готелі «Асторія», гідрометцентру (за спиною пам'ятника Назукіна), банку на вулиці Горького, фінансової академії, Будинку офіцерів Флоту. Частина з названих будівель збереглася не повністю: Будинок офіцерів флоту був перебудований із Феодосійської синагоги, а гідрометцентр і банк на Горького зазнали істотних змін при реконструкції.
Основні вілли Єкатерининського проспекту (проспекту Айвазовського):
- «Генуезька гостиниця» — Феодосійський музей старожитностей
- Дім і картинна галерея Айвазовського — Феодосійська національна картинна галерея

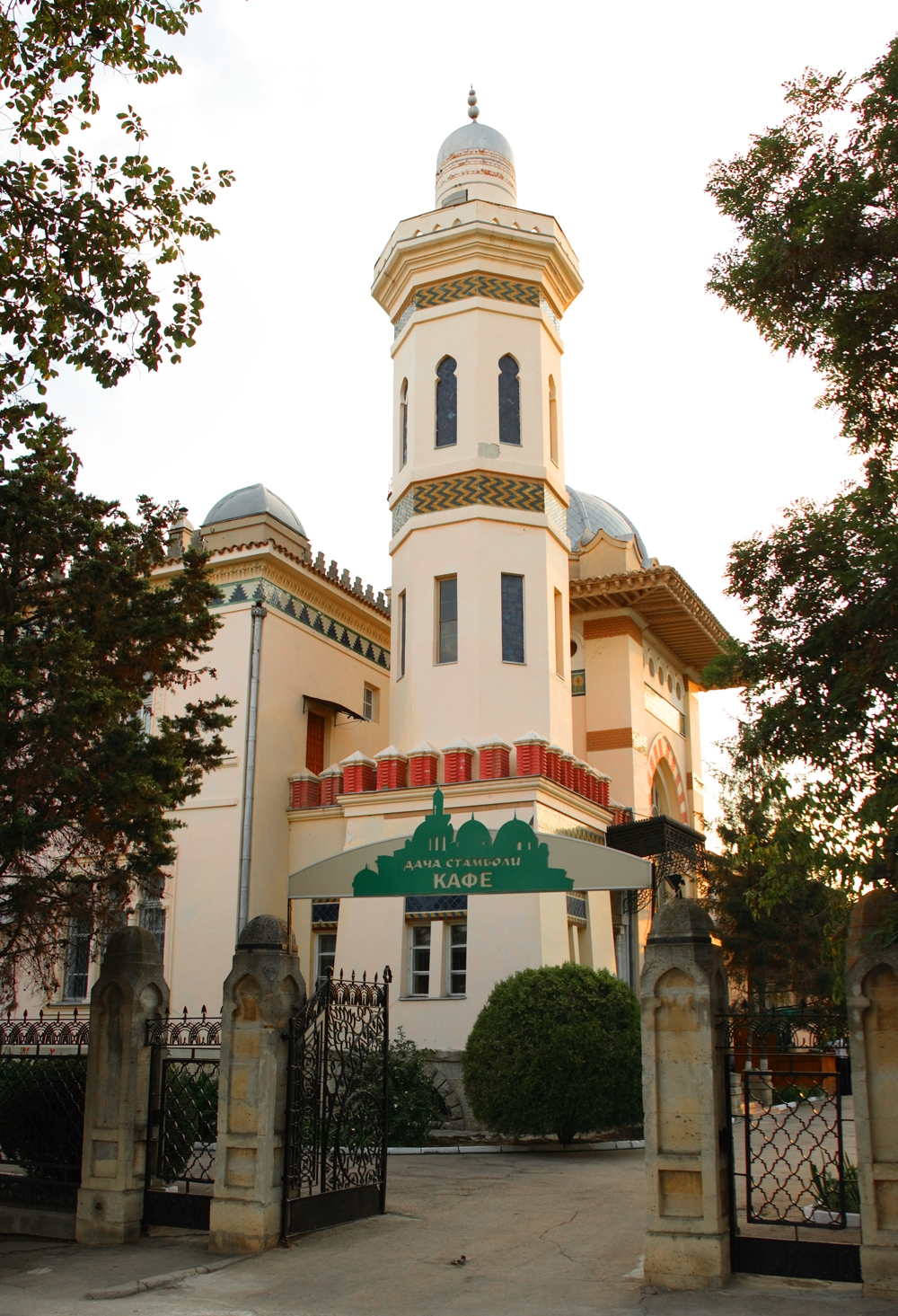
Дача Стамболи

- Особняк-вілла «Вікторія»Абрама Ароновича Крима
- Дача «Мілос» Ібрагіма Самойловича Крима
- Дача «Вілла» А. А. Крима
- Дача «Флора» Т. А. Абрамова
- Дача «Аїда» Н. Б. Ратгауза
- Дача Й. Стамболі — будівля з мінаретами біля мосту через залізничну колію
- Дача А. С. Суворина — зруйнована, зараз «Суворінскіе камні» та «Ай-Петрі»[35]

Серед будівель XX—XXI століть виділяються:
- Дитяча музична школа № 1 (колишній міськком партії)
- Кінотеатр «Крим»
- Середня школа № 1 з колонадою
- Будівля нового вузла зв'язку («Укртелеком»)
- Готель «Лідія»***
- Висотні корпуси санаторію міністерства оборони
- Готель «Червоні вітрила»****
- 12-поверховий білий будинок наукової бази «Ай-Петрі»
- Червоний будинок політехнікуму

### Культові споруди
| Мечеть Муфті-Джамі                               | - Діючі - Церква Іверської ікони Божої Матері - Мечеть Муфті-Джамі - Сурб-Саркіс (Св. Сергія) - Введення в храм Пресвятої Богородиці - Усіх Святих (збудована в 1880-ті роки, зруйнована в 1960-ті роки, відновлена до 2004 року) - Казанської ікони Божої Матері - Святої Великомучениці Катерини |
| Церква Св. архангелів Михаїла и Гавриїла         | - Середньовічні храми (недіючі) - Св. Стефана (Св. Дмитра) - Св. Георгія (грец.) - Св. Івана Богослова - Св. архангелів Михаїла і Гавриїла - Св. Георгія (вірм.) |
| Караїмська кенаса, 1856, з альбому Карло Басоллі | - Зруйновані - Собор Олександра Невського - Мечеть Султана Селіма - Феодосійська кенаса - Феодосійська хоральна синагога — перебудована в Будинок офіцерів флоту. |

### Пам'ятники

Пам'ятник «Феодосія — Айвазовському»

- І. К. Айвазовському — бронзовий пам'ятник, встановлений 1930 року на гранітному постаменті перед морським фасадом картинної галереї[39]. Скульптор І. Я. Гинцбург.
- О. С. Пушкіну в сквері Пушкіна.
- Бюст контрадмірала Соковніна на початку Адміральського бульвару.
- Фонтан-пам'ятник «Доброму генію» і арка з нанесеними іменами художників Кімерійської школи в Ювілейному парку.
- Андрію Первозванному в сквері біля Казанського собору.
- Афанасію Нікітіну, що мандрував через Кафу (Феодосію) восени 1474 року під час повернення з Індії, знаходиться недалеко від стін генуезької фортеці.
- Феодосійському десанту — скульптурна композиція в кілька разів вище людського зросту, що складається з фігур матроса і піхотинця.
- Алея героїв — бюсти феодосійців — героїв Кримської (1854—1856 рр.) і німецько-радянської війни; вулиця Горького.
  - бюст контрадміралу Сергію Миколайовичу Котову;
  - бюст віцеадміралу Віктору Матвійовичу Мікрюкову (1807—1875)
  - бюст генерал-лейтенанту Олександру Васильовичу Преснякову;
  - бюст капітану 1 рангу Льву Андрійовичу Єргомишеву;

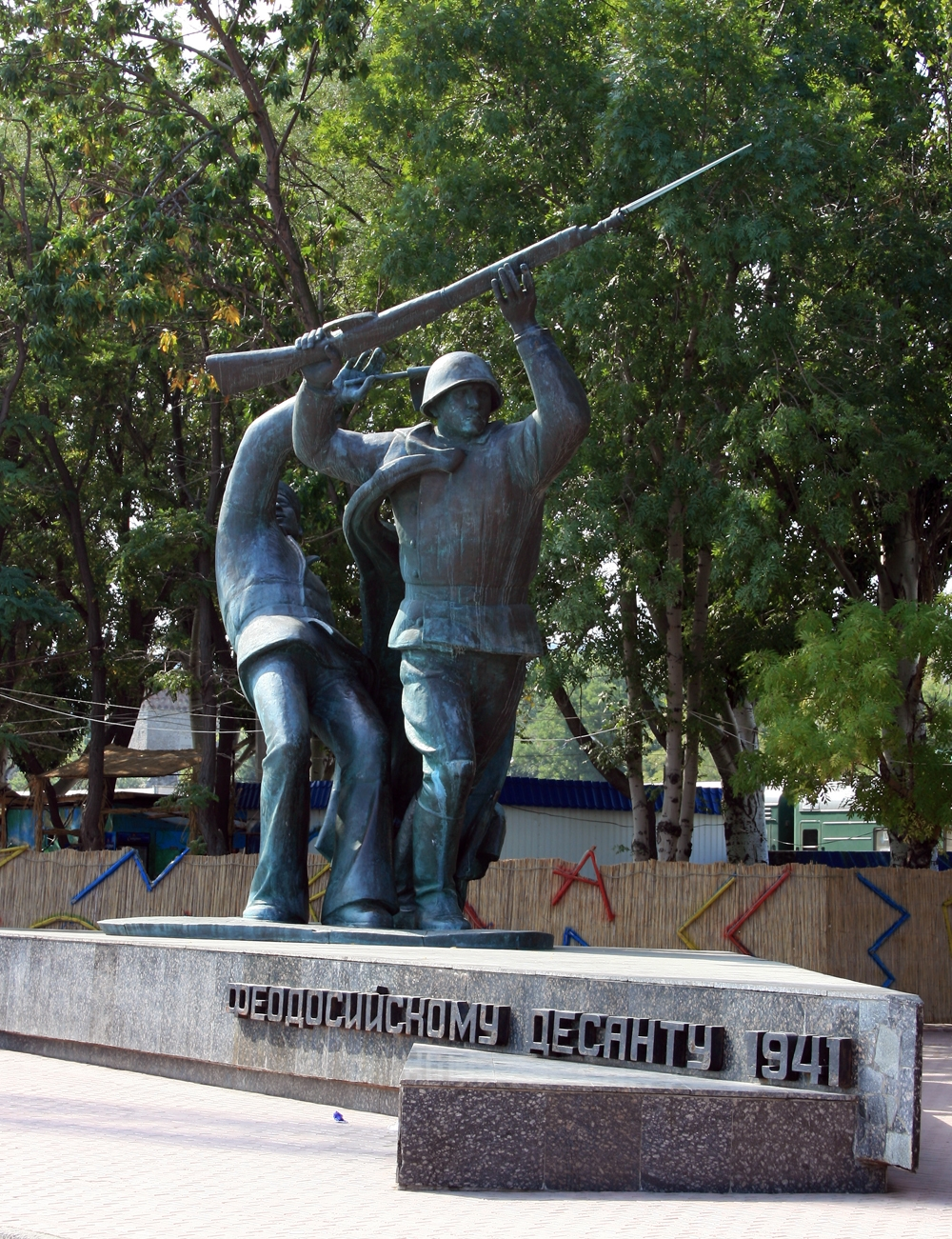
Пам'ятник учасникам Феодосійського десанту

- Витязям морських глибин — стела, прикрашена рельєфним зображенням підводного човна. Знаходиться в центрі меморіального комплексу «Алея героїв», встановлена в 2006 році на честь 100-річного ювілею підводного флоту.
- Віте Коробкову, піонеру-партизану — поставлений на зібрані піонерською організацією УРСР кошти; вулиця Горького.
- Лікарю Довженко, поруч з поліклінікою торгового порту; вулиця Горького.
- Героям-підводникам, поряд з в'їздом у військовий порт; через дорогу від попереднього.
- Комплекс з якорями в Морсаду — морякам-героям.
- Назукіну — революційному діячеві Чорноморського флоту, навпроти особи «Доброго генія» на великому постаменті пам'ятника Олександру III.
- Скульптурна композиція біля Будинку офіцерів флоту — «матрос на сторожі»; вулиця Галерейна.
- Чорнобильцям у сквері навпроти кінотеатру «Україна».
- Воїнам-інтернаціоналістам («афганцям»), на бічній алеї Комсомольського парку.
- Пам'ятники Леніну на Привокзальній площі та в парку готелю «Червоні вітрила».

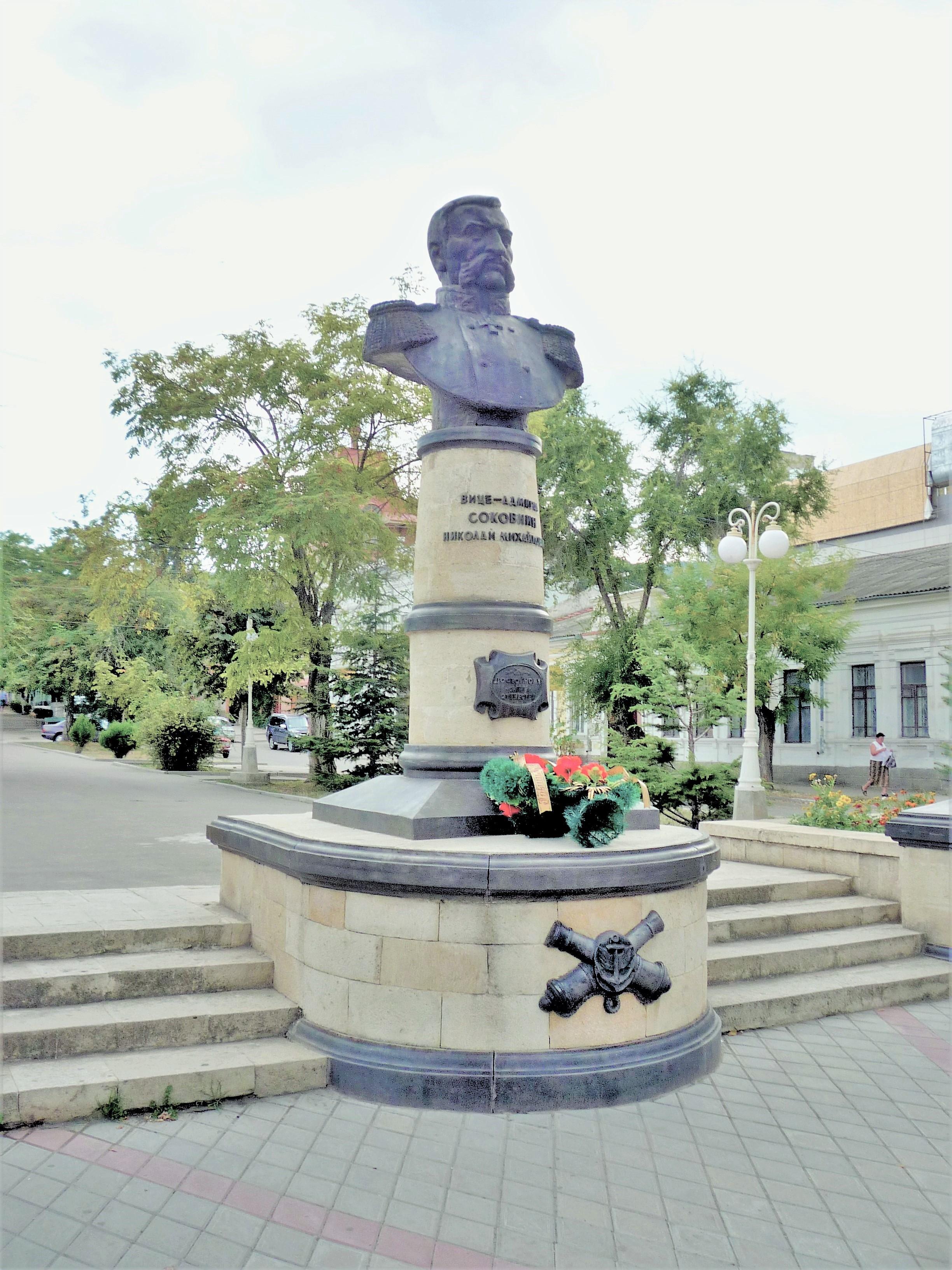
Пам'ятник віцеадміралу Соковніну Миколі Михайловичу

- Пам'ятник і арка «Феодосії та феодосійка», розташовані на місці, раніше зайнятому гарматою (зенітним знаряддям — пам'ятником феодосійському десанту).
- Чаша примирення, на перехресті вул. Кримської та Сімферопольського шосе, знаходиться на місці, що початково призначалося для пам'ятника Андрію Первозванному.
- Депортованим громадянам, в сквері між музеєм Гріна та Будинком офіцерів флоту.
- Малі скульптурні форми у скверах та парках — персонажі давньогрецької міфології.

### Цікаві місця
- Окремі башти (Св. Костянтина, Докова, Кругла, Фоми), стіни й ворота генуезької фортеці;
- Фонтан Айвазовського, споруджений за проєктом і на кошти художника в 1888 році[40];
- Фонтан «Доброму генію»;
- Фонтан пам'яті Казначеєва;
- Вірменський фонтан.
- Пам'ятники, які належать до періоду Другої Світової війни:
  - указ про нагородження міста орденом Великої Вітчизняної війни I ступеня;
  - Пам'ятні знаки, присвячені ювілеям перемоги;
  - Алея героїв на вулиці Горького (колишньої Італійської);
  - Меморіальні комплекси біля Вічного вогню і в Комсомольському парку.

| |  |                                                             |  |                      |
| Церква в ім'я Введення в храм Пресвятої Богородиці, стара будівля міста, початок будівництва — VIII—IX століття |  | Генуезька фортеця і церква Іоанна Предтечі, XIV—XV століття |  | Фонтан Айвазовського |

## Культура
Всього на території Великої Феодосії зосереджено понад 160 пам'яток історії, культури, архітектури та містобудування.

### Монументальні пам'ятники

Пам'ятник Святому апостолу Андрію Первозванному

### Музеї
Історія музейної справи у Феодосії почалася з 1811 року. Музей старовини є першим музеєм міста й одним з найстаріших у Європі. Далеко за межами Криму та України відомі музеї Олександра Гріна і Національна картинна галерея І. К. Айвазовського. Приватний «музей грошей» має у своєму розпорядженні експонати, аналогів яким немає ні в одній колекції нумізматики, а музей дельтапланеризму є єдиним музеєм такого роду у світі.
Розташовуються музеї в основному в центральній частині міста: на вул. Галерейній (починається від залізничного вокзалу) і на вул. Гріна (колишня Куйбишева), що перетинає вул. Галерейну.
Детальніше див. статтю: Музеї Феодосії

## Феодосія в мистецтві та літературі
Наприкінці XIX і на початку XX століття склалося явище, назване «кімерійською школою» пейзажу. Ця «школа» — художники, що жили в Феодосії: І. К. Айвазовський, К. Ф. Богаєвський, М. А. Волошин, Л. Ф. Лагоріо, А. І. Фесслер, М. П. Латрі.
На відміну від живописців, поети й письменники, за одним винятком, бували в Феодосії або проїздом, або зупинялися на короткий час в гостях у знайомих. З 16 по 18 серпня 1820 року в садибі С. М. Броневського зупинялася родина генерала Н. Н. Раєвського та А. С. Пушкін, що мандрував з ними й писав у листі братові: «…зупинилися у Броневського, людини поважної по непорочній службі та по бідності». Багато пізніше на берегах рукопису першого розділу «Євгенія Онєгіна» з'явиться малюнок скелі з характерними обрисами скелі Золоті ворота, що входить в комплекс заповідника «Кара-Даг» розташованого західніше міста між селищами Коктебель та Курортне. 13 вересня 1825 року, за розрахунками біографів, з Феодосії в Керч виїхав А. С. Грибоєдов, до цього …"Нині оббігав усе місто, дивовижна суміш вікових стін колишньої Кафи та наших одноденних мазанок…". Чотири рази в Феодосії побував А. П. Чехов (1888, 1894, 1896, 1898 роки); з листа Антона Павловича:

Море чудесное, синее и нежное, как волосы невинной девушки. На берегу его можно жить 1000 лет и не соскучиться. Купанье до того хорошо, что я, окунувшись, стал смеяться без всякой причины … Жарища и духота невозможные, ветер сухой и жесткий, как переплет, просто хоть караул кричи. Деревьев и травы в Феодосии нет…

В 1891 році три дні пробув у Феодосії А. М. Горький (Пєшков):

Расхаживая по святой Руси, попал в Феодосию … справа от нас лежал на берегу город тяжелыми глыбами белых домов, слева — море, перед нами — оно же, уходившее в неизмеримую даль, где в мягких полутонах смешались в фантастическое марево какие-то дивные и нежные, невиданные краски, ласкающие глаза и душу неуловимой красотой своих оттенков…

Там у 1919—1920 роках жив Осип Мандельштам; в серпні 1920 року був заарештований врангелівською контррозвідкою за підозрою у зв'язках з більшовиками, і після звільнення вирушив на баржі в Батумі.
Глибокий слід у культурному житті Феодосії залишив Олександр Степанович Грін (жив у Феодосії з 10 травня 1924 року по 23 листопада 1930 року).

## Релігія
В місті розташовано багато культових пам'яток різних релігійних конфесій. Це середньовічні вірмено-григоріанські (св. Сергія, св. Іоанна Богослова, св. Іоанна Предтечі), вірмено-католицькі (св. архангелів Михаїла і Гавриїла, монастир св. Георгія) і православні (церкви Введення в храм Пресвятої Богородиці, св. Георгія, св. Дмитрія та інші), мечеть Муфті Джамі, будівля колишньої хоральної синагоги початку 20 століття (сучасний Будинок офіцерів флоту).
| Назва                                       | Місцерозташування                | Короткий опис | Зображення |
| ------------------------------------------- | -------------------------------- | --- | ---------- |
| Церква Святого Сергія (Сурб Саркіс)         | вул. Вірменська, 1               | 1330 року. Вважається найдавнішою вірменською церквою міста. Усипальниця Айвазовського.                                                           |            |
| Церква святого Стефана (Дмитра)             | Генуезька фортеця                | Грецька церква 14 століття. |            |
| Мечеть Муфті Джамі                          | вул. Караїмська (кол. Леніна), 6 | 1623 року. Збудована за зразками мечетей Османської імперії. Протягом кінця 18 — початку 20 століття була вірменським католицьким храмом Успіння. |            |
| Церква Іверської ікони Божої Матері         | Генуезька фортеця                | Колишня вірменська церква Івана Предтечі, пам'ятка 13 — 14 століть.                                                                               |            |
| Церква Всіх Святих                          | вул. Назукіна, 15                | Сучасна церква з двома ошатними каплицями (освячена 2005 р.) на місці зруйнованої (освячена 1885 р.)                                              |            |
| Церква архангелів Михаїла і Гавриїла        | вул. Вірменська, 11              | Вірменська церква 1408 року. |            |
| Церква Введення в храм Пресвятої Богородиці |                                  | Найстаріша з відомих у Феодосії (VIII—IX ст.) |            |
| Церква св. Георгія (вірменська)             | вул. Нахімова, 32                | Вірмено-католицька церква 1385 року. |            |
| Церква св. Георгія (грецька)                | Генуезька фортеця                | |            |
| Церква св. Михайла                          |                                  | |            |
| Церква св. Катерини                         | вул. Федька, 95                  | кінець XIX ст. |            |
| Собор Казанської ікони Божої Матері         | вул. Соборна, 52                 | |            |

## Соціальна сфера

### Наука
До 1991 року Феодосія була центром наукомісткого машинобудування, тут розташовувалися науково-дослідні інститути кораблебудівного, військово-морського, військово-повітряного, геологорозвідувального, приладобудівного, гідроакустичного, еколого-біологічного профілів. Після стрімкої демілітаризації 1990-х років Феодосія багато в чому втратила свої наукові установи. На цей момент існують:
- НДІ аеропружних систем (зараз займається в основному спортивним повітроплаванням — повітряними кулями та парашутами);
- Конструкторсько-технологічне бюро «Судокомпозит»;
- Науковий виробничий випробувальний центр «Ай-Петрі», що виконує замовлення по спеціальній тематиці Міністерства оборони України[33].
- ГАНІЦ ВВС Україні — Державний авіаційний науково-дослідний центр військово-повітряних сил України, недавно перетворений в загальновійськовий (в селищі Приморський);
- Наукові та випробувальні підрозділи ЧФ РФ і збройних сил України, розташовані у Феодосії та Приморському;
- Карадагська біологічна станція Інституту біології південних морів Національної академії наук України (територія Карадазького природного заповідника, поруч із селищем Курортне.

### Освіта
На території міськради Феодосії розташовані 23 державні школи, перші 20 мають наскрізну нумерацію, Коктебельська, Щебетовська та Наніковська номерів не мають. Власне в місті знаходяться 11 з них: 1-а (з поглибленим вивченням французької мови), 2-а (з поглибленим вивченням англійської мови), 5-а (гімназія), 14-а (загальногуманітарний профіль) і 17-я (математичний профіль); Відносно великими є також школи 4, 9, 10, 13; до невеликих можна віднести 3 і 19 школи.
Естетичне виховання молоді здійснюється в першій і другій музичних школах, художній школі та її філії, Феодосійському Центрі дитячої творчості; наукова робота школярів ведеться в центрі «Інтелект», що є базою феодосійських секцій Малої академії наук Криму «Шукач».
У місті розташовані школа для людей з вадами зору, дитячий будинок і школа-інтернат. Середньоспеціальна освіта представлена Феодосійським політехнікуму і Феодосійською філією Керченського судномеханічного технікуму Керченського морського технологічного інституту (в Приморському). Вищі — приватною «Феодосійської фінансової академії» III рівня акредитації, філіями та представництвами ВНЗ інших міст (Східноукраїнського Національного університету ім. В. Даля (Луганськ), Національного університету кораблебудування ім. Адмірала Макарова (Миколаїв), Таврійського національного університету ім. В. І. Вернадського (Сімферополь) — закритий у 2008 році).
Див: Феодосійський учительський інститут

### Охорона здоров'я
Складна організаційно-територіальна структура охорони здоров'я у Феодосійській міськраді постійно змінюється через переклади різних лікарняних відділень з селищ в місто, з однієї будівлі в іншу, нижче наведено список будівель, які належать до сфери охорони здоров'я:
- Міська лікарня (вул. Корабельна, 33)
- Дитяча лікарня (вул. Гріна, 25)
- Український госпіталь (там само)
- Російський госпіталь (проспект Айвазовського, 8)
- Пологовий будинок (проспект Айвазовського, 51)

### Фізкультура і спорт

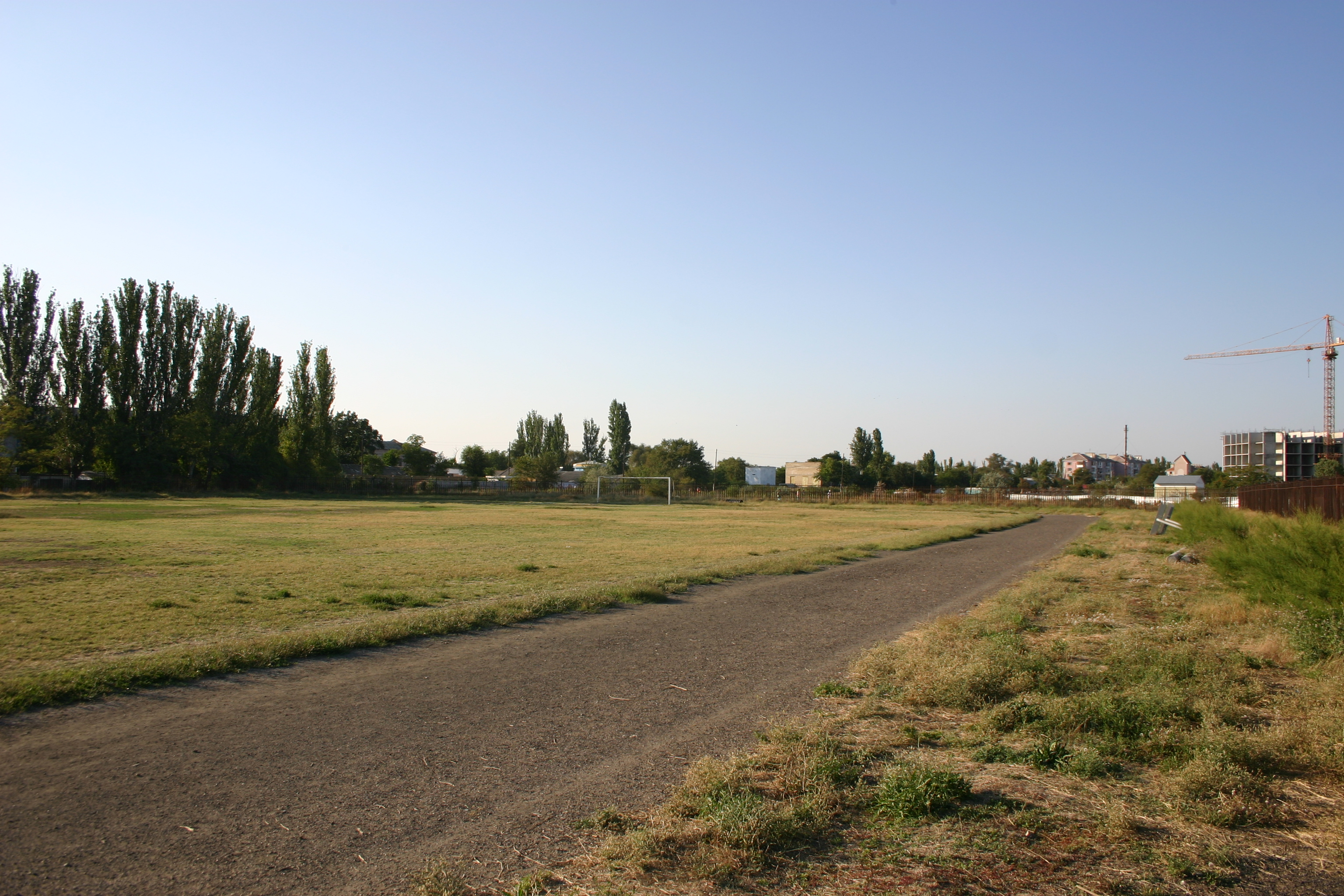
Стадіон «Динамо»

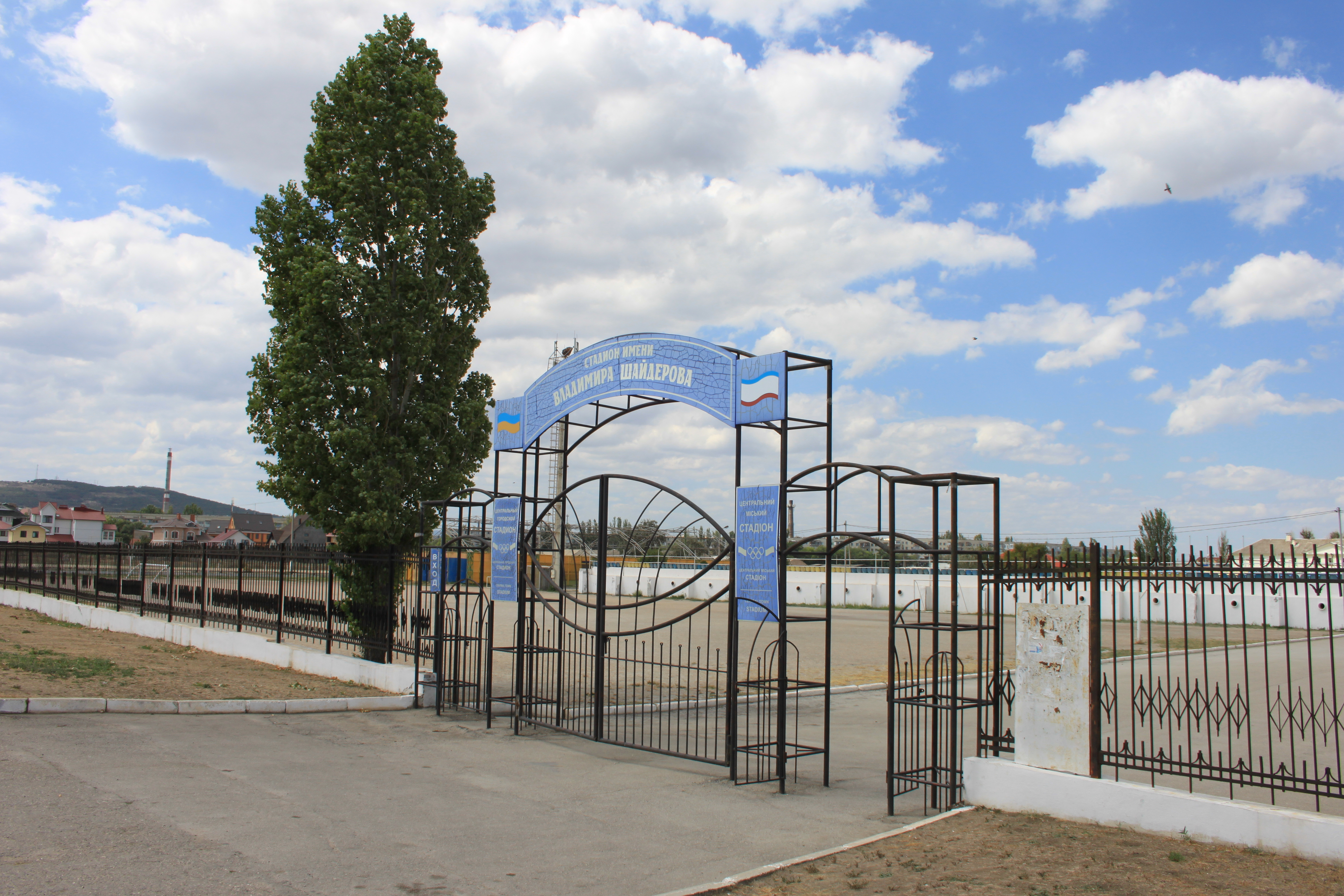
Стадіон «Кристал» імені В. А. Шайдерова

У Феодосії розташована велика навчально-спортивна база «Динамо» з кількома тенісними кортами та стадіоном. Стадіон «Кристал» імені В. А. Шайдерова, названий на честь померлого на його полі мера Феодосії Володимира Олександровича Шайдерова, дозволяє проводити змагання з різних видів спорту. З історії феодосійського футболу відомо, що в першій групі чемпіонату Криму в 1967 брали участь феодосійський «Авангард» і Щебетовський «Коктебель», в перших іграх Другої ліги Україна брала участь феодосійська команда «Море», у 2007 році «Кафа» (Феодосія) посіла 3-е місце у чемпіонаті Криму. Серед футбольних команд проводяться регулярні змагання — літня і зимова першості, а також Кубок міста. Відкритий зимовий чемпіонат Феодосії з футболу — основне футбольне змагання м. Феодосії. Володарем Кубка 2010 року і переможцем Відкритого зимового чемпіонату міста сезону 2009/2010 є СК «Вимпел» спортивної громадської організації «Вимпел-Феодосія».
Крім зазначених вище «Динамо» і «Кристала» є стадіони у СЗШ № 17 і 9, інтернаті, політехнікумі.
У місті та околицях проводяться змагання з автоспорту (автодром знаходиться на челноках), повітроплавання (щодо проходження контрольних точок на повітряних кулях, що представляє непересічне завдання через зміни напряму повітряних потоків, пов'язаних з навколишніми горами). Змагання із дельтапланеризму і парапланеризму проходять на горі Клементьєва між Феодосією і Коктебелем.
Починаючи з 1998 року у Феодосії проводиться щорічний міжнародний турнір з художньої гімнастики «Грації-Кімерії», на який з'їжджаються найкращі представниці цього виду спорту з Криму, України, Росії, Білорусі, Естонії та інших країн. Традиційно щороку в перших числах вересня всім жителям і відпочивальникам міста надається можливість помилуватися цим чудовим і дуже жіночним видом спорту. Ініціатором організатором і натхненником цього турніру беззмінно виступає в минулому кандидат у майстри спорту зі спортивної гімнастики, а тепер ось уже понад 20 років тренер з художньої гімнастики в місті Феодосія Руденко Вікторія Євгенівна. Турнір завжди проходив під патронатом ексмера Феодосії Шайдерова В. А., який віддавав данину і був відданий не тільки істинно чоловічим видам спорту: футболу та дзюдо, але і цьому споконвічно жіночому.

## Персоналії, пов'язані з Феодосією
- Айвазовський Іван Костянтинович, художник
- Барашян Юрій Сергійович, український боксер-професіонал
- Богаєвський Костянтин Федорович, художник
- Грін Олександр Степанович, письменник
- Довженко Олександр Романович — український радянський лікар-нарколог, заслужений лікар України, народний лікар СРСР
- Згура Володимир Васильович, російський мистецтвознавець
- Кокенай Борис Якович, дослідник фольклору караїмів
- Лагоріо Лев Феліксович, художник
- Мартирос Кримеці, вірменський поет
- Мозган Павло Дмитрович, декабрист, член Товариства об'єднаних слов'ян
- Мухіна Віра Гнатівна, радянський скульптор
- Раневська Фаїна Георгіївна, акторка
- Цвєтаєва Марина Іванівна, поет
- Гричук Георгій Анатолійович, український кінооператор.
- Гуєвський Володимир Юрійович, український кінооператор.
- Біанкі Віктор Іванович — феодосійський міський голова у 1917—1918 рр.
- Меліков Георгій, письменник
- Никифоров Порфирій Іванович, заслужений тренер СРСР
- Геннадій Долголіков — український військовий, позивний Штерн, народився у місті, навчався у середній школі № 17, помер 14 травня 2023 року внаслідок важкого поранення, яке отримав у бою з окупантами під Бахмутом 2 лютого.[44]
- Сергій Тягій — український військовий, народився у місті, позивний Скіф, загинув 11 травня 2023 року поблизу села Кренидівка на Сумщині.[45]